# تاليوين (بني عبد الله)
تاليوين هي إحدى مشيخات المملكة المغربية، تتبع جغرافيا لإقليم الحسيمة وإداريًا لبني عبد الله. يقدر عدد سكانها بـ 3246 نسمة حسب الإحصاء الرسمي للسكان والسكنى لسنة 2004.